# Juhász István (ökölvívó)
Juhász István (Kecskemét, 1931. június 5. – Budapest, 2014.[forrás?]) Európa-bajnoki ezüstérmes magyar ökölvívó olimpikon.
1947-től 1950-ig a Kistext, majd 1951-től 1956-ig a Bp. Honvéd, végül 1957-től 1960-ig az Újpesti Dózsa ökölvívója volt. Az 1952. évi nyári olimpiai játékokon könnyűsúlyban a negyeddöntőbe jutott. 1951-ben és 1953-ban Eb ezüstérmes, 1959-ben bronzérmet nyert. Ötszörös magyarbajnok, háromszoros csapatbajnok. 1961-től a Székesfehérvári SZIM Vasas ökölvívóedzője volt. 

## Eredményei
- Európa-bajnokság
  - ezüstérmes (1951, 1953)
  - bronzérmes (1959)
- Főiskolai világbajnokság
  - aranyérmes (1954)
- Magyar bajnokság
  - aranyérmes 1950 (pehelysúly), 1954, 1958, 1959, 1960 (kisváltósúly)
- Magyar csapatbajnokság
  - aranyérmes: 1957, 1958, 1959